# 微細藻類

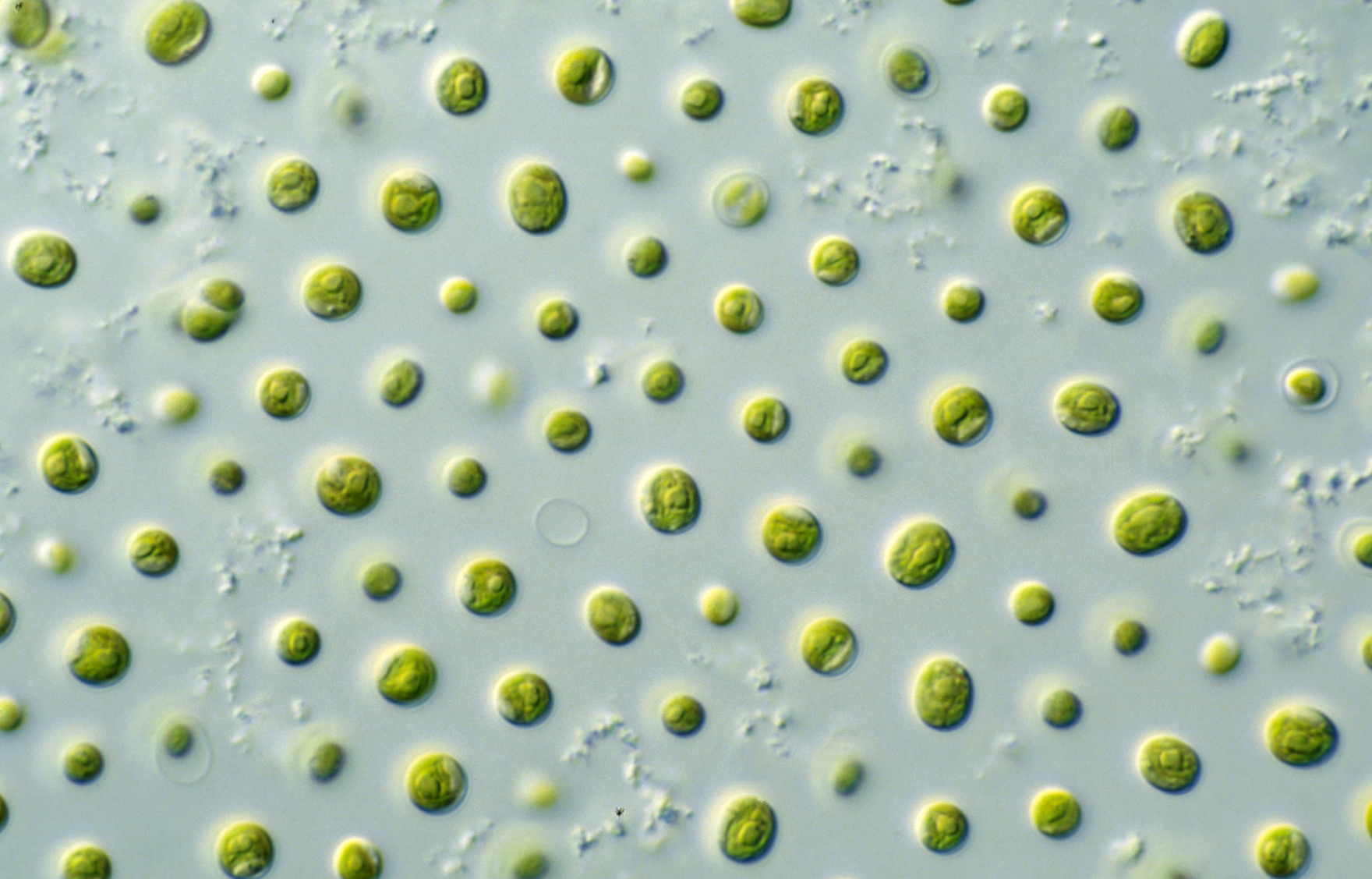
ナンノクロロプシス微細藻類

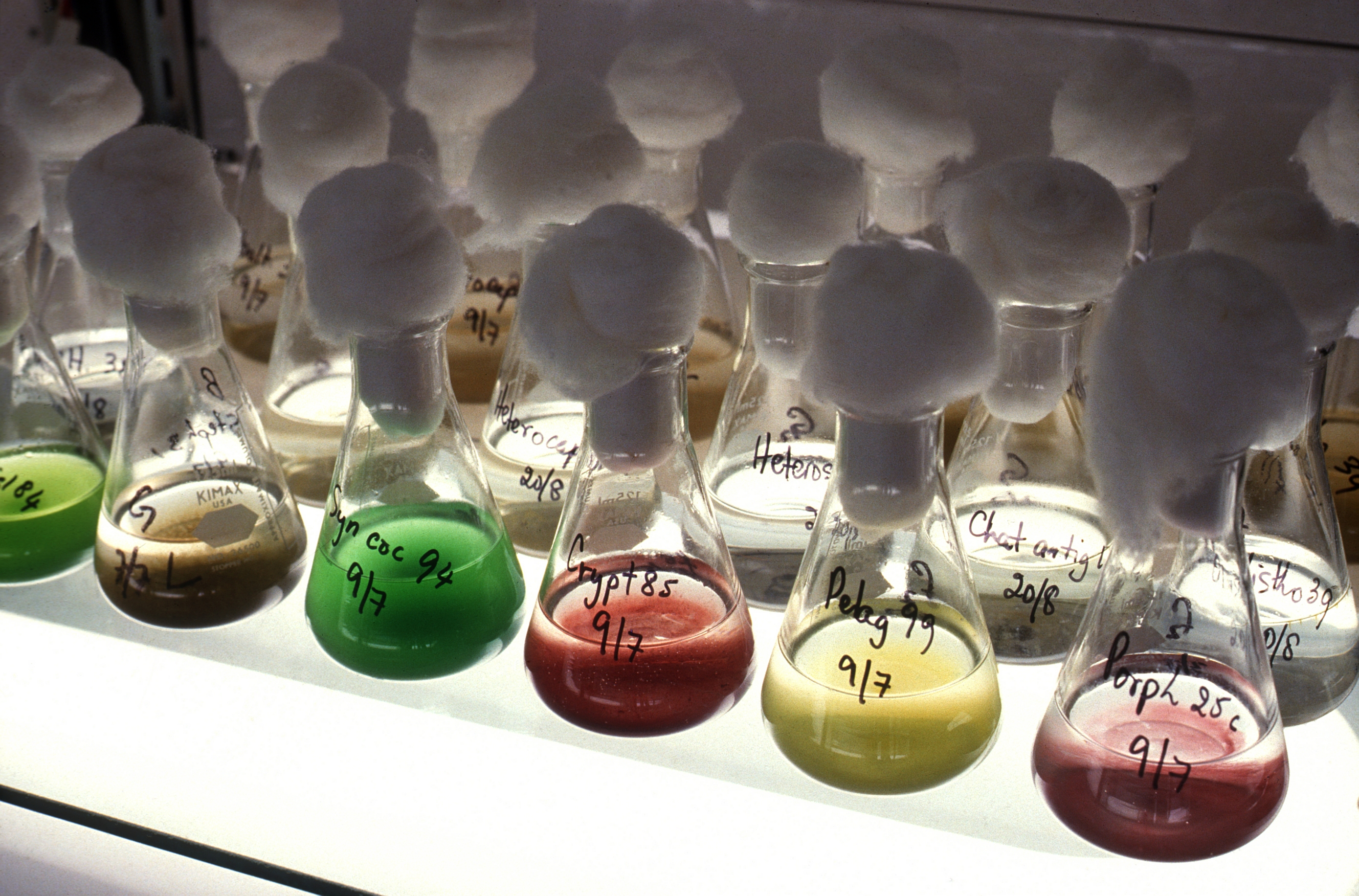
CSIROの研究室での微細藻類培養のコレクション

微細藻類（びさいそうるい、英：Microalgae or microphytes）は、藻類のうち淡水・海水・堆積物などの水分中にみられる植物プランクトンであり、1ミリメートルから1マイクロメートルほどの大きさである。
基本的には単細胞生物であり、単細胞生物同士が接着した群体を構成するものもある。

微細藻類は光合成が可能で、地球の大気に含まれる酸素の約半分を生成している 。微細藻類は水圏の生態系における食物連鎖の基盤を担っており、上位の生物の栄養段階に栄養を供給している。微細藻類のバイオマス（生物量）の指標はクロロフィルaの濃度が用いられる。微細藻類の種類は20万から80万とみられているが、特定されているものは約5万種にとどまる 。

## 特徴と用途

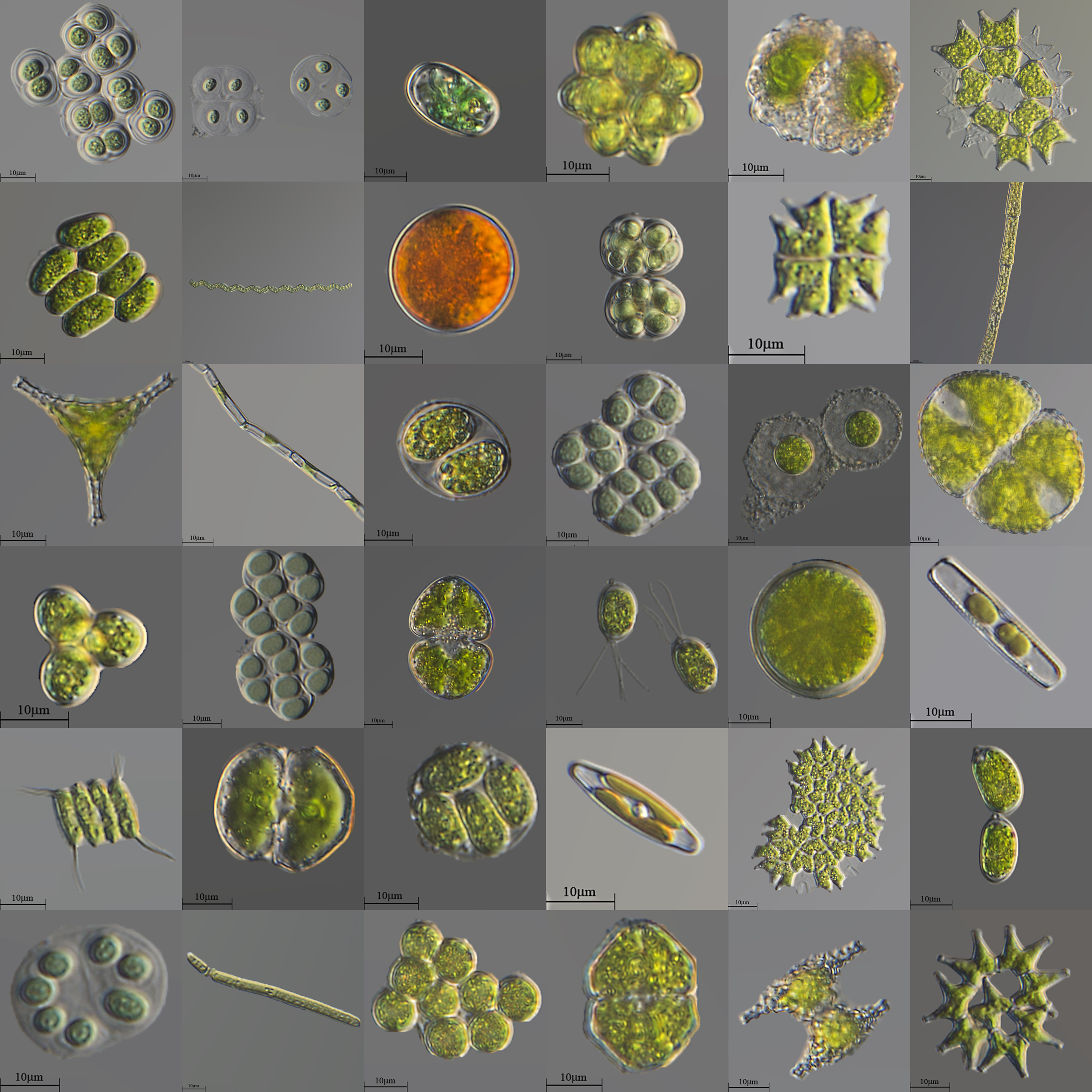
さまざまな単細胞および植民地の淡水微細藻類

リンが枯渇した環境でリン脂質を非リン膜脂質に置き換える能力が存在する。 温度、照明、pH、CO 2供給、塩分、栄養素などの環境要因を変化させることで、微細藻類に目的の生成物を蓄積させることが可能である。 アオコなど、微細藻類には有毒な化学物質を生成するものもいる  。微細藻類は、養分循環と無機炭素の有機分子への固定、海洋生物圏での酸素の発現に大きな役割を果たしている。

## 微細藻類の培養
食用、バイオ燃料(微細藻燃料)、化粧品など幅広く利用されているが細胞密度が低いことが低い生産効率をもたらし高価格帯の製品以外での採算性を悪くしている。
微細藻類培養システムの成功条件は次の通り。
- 微細藻類が培養される容器/フォトバイオリアクターの寸法
- 光への暴露/照射
- 反応器内の細胞の濃度